# دختران شرور
دختران شرور یا تراژدی دختران (به انگلیسی: Tragedy Girls) فیلمی محصول سال ۲۰۱۷ و به کارگردانی تایلر مک‌اینتایر است. در این فیلم بازیگرانی همچون الکساندرا شیپ، برایانا هیلدبرند، جاش هاچرسون، کریگ رابینسون، کوین دورند، جک کواید، تیموتی وی. مورفی، نیکی ولان، آستین آبرامز، روزالیند چائو و الیز نئال ایفای نقش کرده‌اند.